# Amphoroidea media
Amphoroidea media är en kräftdjursart som beskrevs av Hurley och Jansen 1971. Amphoroidea media ingår i släktet Amphoroidea och familjen klotkräftor.
Artens utbredningsområde är havet kring Nya Zeeland. Inga underarter finns listade i Catalogue of Life.